# DotNetNuke
DotNetNuke (DNN) — это система управления контентом сайта (англ. Content management system, CMS), предназначенная для создания, внедрения и управления коммерческими или некоммерческими веб-сайтами и порталами. Она разработана для использования совместно с платформой Microsoft ASP.NET и распространяется как бесплатное программное обеспечение с открытым исходным кодом, лицензированное в соответствие со стандартным соглашением BSD.

## Заключение
DotNetNuke является зарегистрированной торговой маркой. В настоящее время насчитывается более 800000 зарегистрированных пользователей и команд разработчиков.